# Шерёги (деревня)
Шерёги — деревня в Плюсском районе Псковской области России. Входит в состав городского поселения Заплюсье. Численность населения деревни по оценке на конец 2000 года составляла 16 человек, по переписи 2002 года — 13 человек.

## География
Расположена в 2 км от Заплюсских озёр, в 5 км к западу от райцентра посёлка городского типа Заплюсье, и в 8 км к северо-западу от волостного центра Заполье.

### Климат
Климат характеризуется как умеренно континентальный, с продолжительной снежной зимой и относительно коротким, но тёплым летом. Среднегодовая температура — 4,4 °C. Средняя температура воздуха самого тёплого месяца (июля) — 17,4 °C (абсолютный максимум — 33 °C); самого холодного (января) — −7,7 °C (абсолютный минимум — −41 °C). Среднегодовое количество осадков — 684 мм, из которых 447 мм выпадает в период с апреля по октябрь.

## История
В 1870 году временнообязанные крестьяне деревни выкупили свои земельные наделы у А. Н. Тирана и стали собственниками земли.
До 2015 года входила в состав сельского поселения Запольская волость; после его упразднения согласно Закону Псковской области от 30 марта 2015 года № 1508-ОЗ «О преобразовании муниципальных образований», деревня включена в городское поселение «Заплюсье».

## Население
| 2001 | 2002 | 2010 |
| ---- | ---- | ---- |
| 16   | ↘13  | ↗21  |

### Национальный и гендерный состав
Согласно результатам переписи 2002 года, в национальной структуре населения русские составляли 100 % из 13 чел., из них 4 мужчины, 9 женщин.

## Инфраструктура
В деревне находится Покровская часовня 1913 года/
Здесь располагалась усадьба, последнее здание которой — четырёхэтажный особняк, был разрушен в 1950-х годах.

## Транспорт
Просёлочная дорога.